# Halsringsperber
Der Halsringsperber (Tachyspiza cirrocephala, Synonym: Accipiter cirrocephalus) auch Sydneysperber ist eine knapp mittelgroße Greifvogelart aus der Familie der Habichtartigen, die in Neuguinea und Australien beheimatet ist. Die auffällige Art ernährt sich vorwiegend von Wirbeltieren und besiedelt offene Bereiche in subtropischen und tropischen Wäldern des Hügellands. Während der Brutzeit ist der Halsringsperber scheu und lebt einzelgängerisch oder in Paaren.
Die IUCN stuft die Bestandssituation des Halsringsperbers als ungefährdet (least concern) ein. Es werden drei Unterarten unterschieden.

## Merkmale
Die Nominatform des Halsringsperbers erreicht eine Körperlänge von 30 bis 40 Zentimeter und hat eine Spannweite von 55 bis 80 Zentimeter. Männchen wiegen durchschnittlich 125 Gramm, die Weibchen sind mit 240 Gramm deutlich schwerer. Der Halsringsperber ist mit diesen Maßen der kleinste in Australien vorkommende Habicht. Die Gestalt ist habichttypisch mit einem schlanken Rumpf, relativ kurzen und gerundeten Flügeln sowie einem im Verhältnis zur Körpergröße langen Schwanz. Die Beine und die Zehen sind gleichfalls relativ lang.

### Adulte Vögel
Die Körperoberseite und die Seiten des Gesichts sind schiefergrau, bei einigen Individuen hat das Obergefieder auch einen leicht bräunlichen Ton und auf der Oberseite des Schwanzgefieders findet sich eine feine, unscharf abgegrenzte bräunliche Querbänderung. Die meisten Individuen haben außerdem im Nacken ein kastanienfarbenes Band. Auf der Körperunterseite und den unteren Flügeldecken ist er fein rotbraun und weiß quergebändert. Aus der Ferne verschwimmt die Querbänderung, die Körperunterseite wirkt fast einheitlich rötlich bis orangebraun. Kinn und Kehle sind heller als die übrige Unterseite Das Schwanzgefieder ist auf der Unterseite silbergrau mit feinen schwarzen Querbändern, die nur auf den äußersten Steuerfedern fehlen. Der Schnabel ist schwarz mit einer grauen Schnabelbasis. Die Wachshaut ist gelblich-grün. Die Iris ist leuchtend gelb. Die Beine und die Füße sind gleichfalls gelb.

### Jungvögel
Jungvögel sind auf der Körperoberseite bräunlicher als die adulten Vögel, die einzelnen Federn sind fein rotbraun gesäumt. Das Schwanzgefieder weist deutlich schwarze Querbänder auf. Kopf und Hals sind fein weiß gestrichelt, über dem Auge befindet sich ein deutlicher weißer Augenstreif.

## Verwechslungsmöglichkeiten

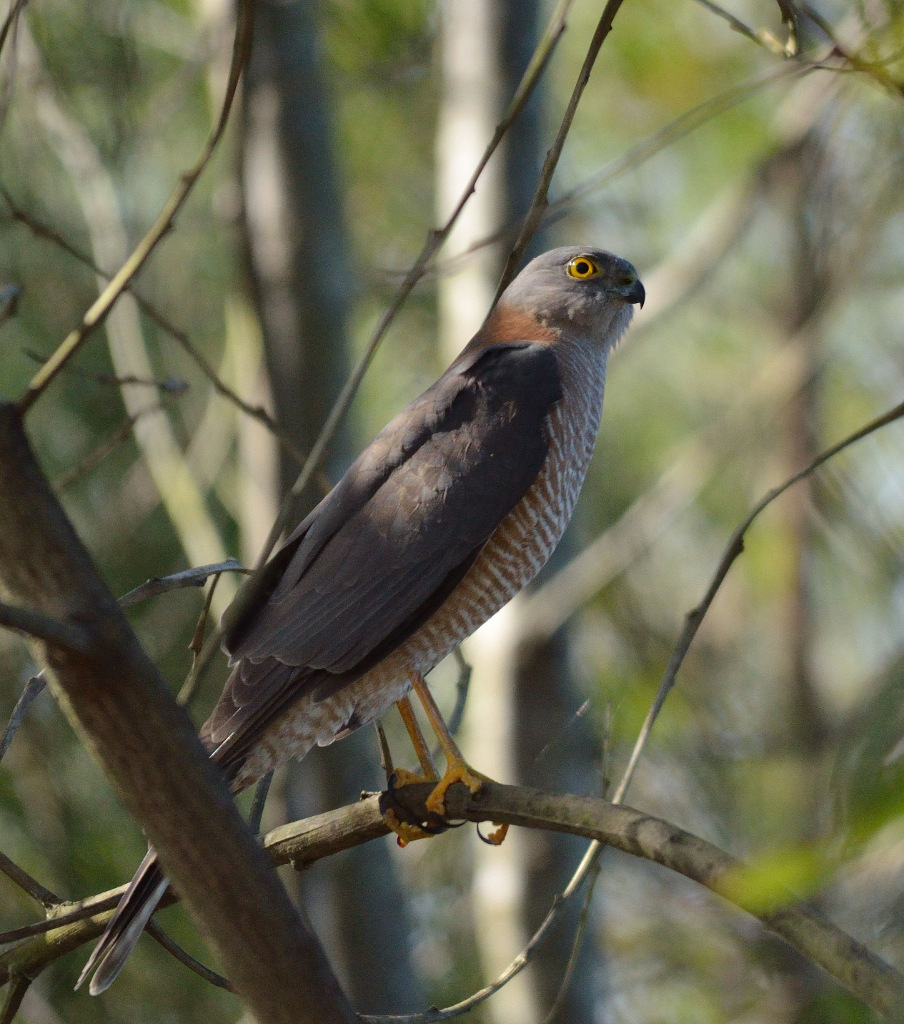
Halsringsperber, Brisbane, Australien

Der Halsringsperber weist sehr große Ähnlichkeit mit dem Bänderhabicht (T. fasciatus) auf und ist bei Feldbeobachtungen nur anhand sehr weniger, geringfügiger Details von dieser Art zu unterscheiden. Der Halsringsperber ist grundsätzlich kleiner als der Bänderhabicht, allerdings sind über den Größenunterschied nur die Männchen des Halsringsperbers eindeutig zu identifizieren. Bei den Weibchen gibt es eine Überlappung in der Körpergröße. Eine Unterscheidung besteht beim Schwanzgefieder, dessen Ende beim Halsringsperber gerade während der Bänderhabicht das Schwanzende gerundet ist. Die Ähnlichkeit zwischen den Arten ist so ausgeprägt, dass die auf Rossel vorkommende Unterart A. f. rosselianus erst 2015 nicht mehr länger als eine Unterart des Halsringsperber, sondern als Unterart des Bänderhabicht eingeordnet wurde.
Auf Grund der kleinen Größe kann der Halsringsperber auch mit dem Graubartfalken und dem Australischen Baumfalken verwechselt werden. Die kürzeren und breiteren Flügel unterscheiden jedoch den Halsringsperber von diesen beiden Arten.

## Verbreitungsgebiet und Lebensraum
Der Halsringsperber kommt auf Neuguinea und in weiten Teilen Australiens sowie auf Tasmaniens vor. In Australien fehlt er nur in sandigen Wüstenregionen. Im gesamten Verbreitungsgebiet ist der Halsringsperber ein vergleichsweise seltener Vogel.
In seinen Lebensraumansprüchen ist der Halsringsperber anpassungsfähig. Er kommt in tropischen, subtropischen und gemäßigten Regenwäldern sowie anderen, arideren Waldtypen vor und besiedelt auch Savannen und schütter bewaldete Regionen. Er ist primär darauf angewiesen, dass ihm Bäume und Büsche ausreichend Ansitzwarten für seine Jagd bieten. Wenn diese Anforderungen erfüllt sind, besiedelt er auch Heideregionen, Plantagen, Agrarland und Feuchtgebiete. In baumlosen Regionen ist er dagegen ausgesprochen selten.
Der Halsringsperber ist in seinem Verbreitungsgebiet ein Stand- und Strichvogel. Sein Zug- und Wanderverhalten ist jedoch noch nicht abschließend untersucht.

## Unterarten

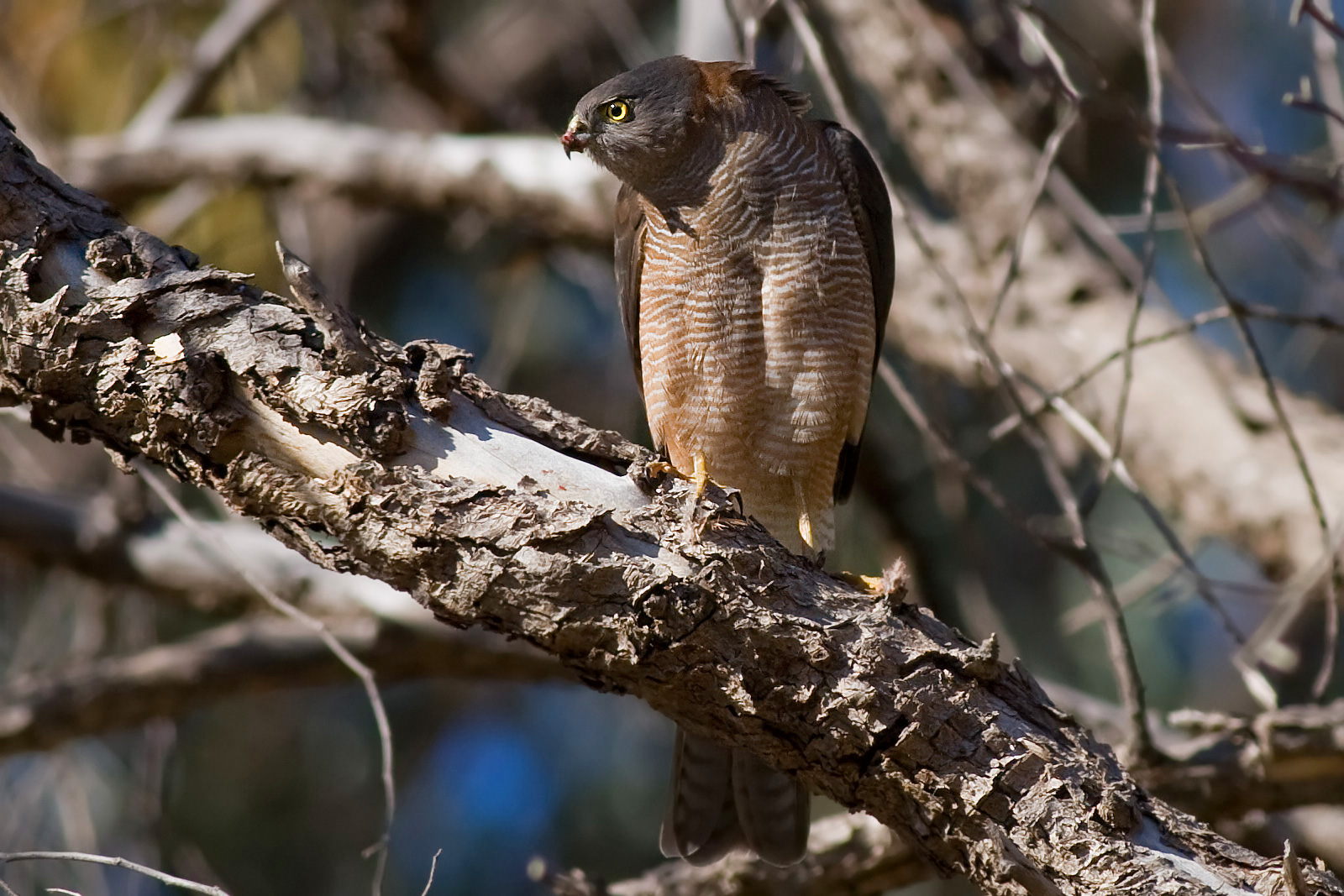
Halsringsperber

Es werden zwei Unterarten unterschieden:
- T. c. papuanus  – (Rothschild & E. J. O. Hartert}, 1913) – Vorkommen auf Inseln vor der Küste Westneuguineas, Neuguinea inklusive der Insel Yapen und auf den Aru-Inseln.
- T. c. cirrocephalus –  (Vieillot, 1817) – Australien und Tasmanien.

Die ehemals dem Halsringsperber zugeordnete Unterart A. c. rosselianus, deren Verbreitungsgebiet auf die Insel Rossel begrenzt ist, wird jetzt als Tachyspiza fasciatus rosellanus Mayr, 1940 dem Bänderhabicht zugeordnet.

## Nahrung

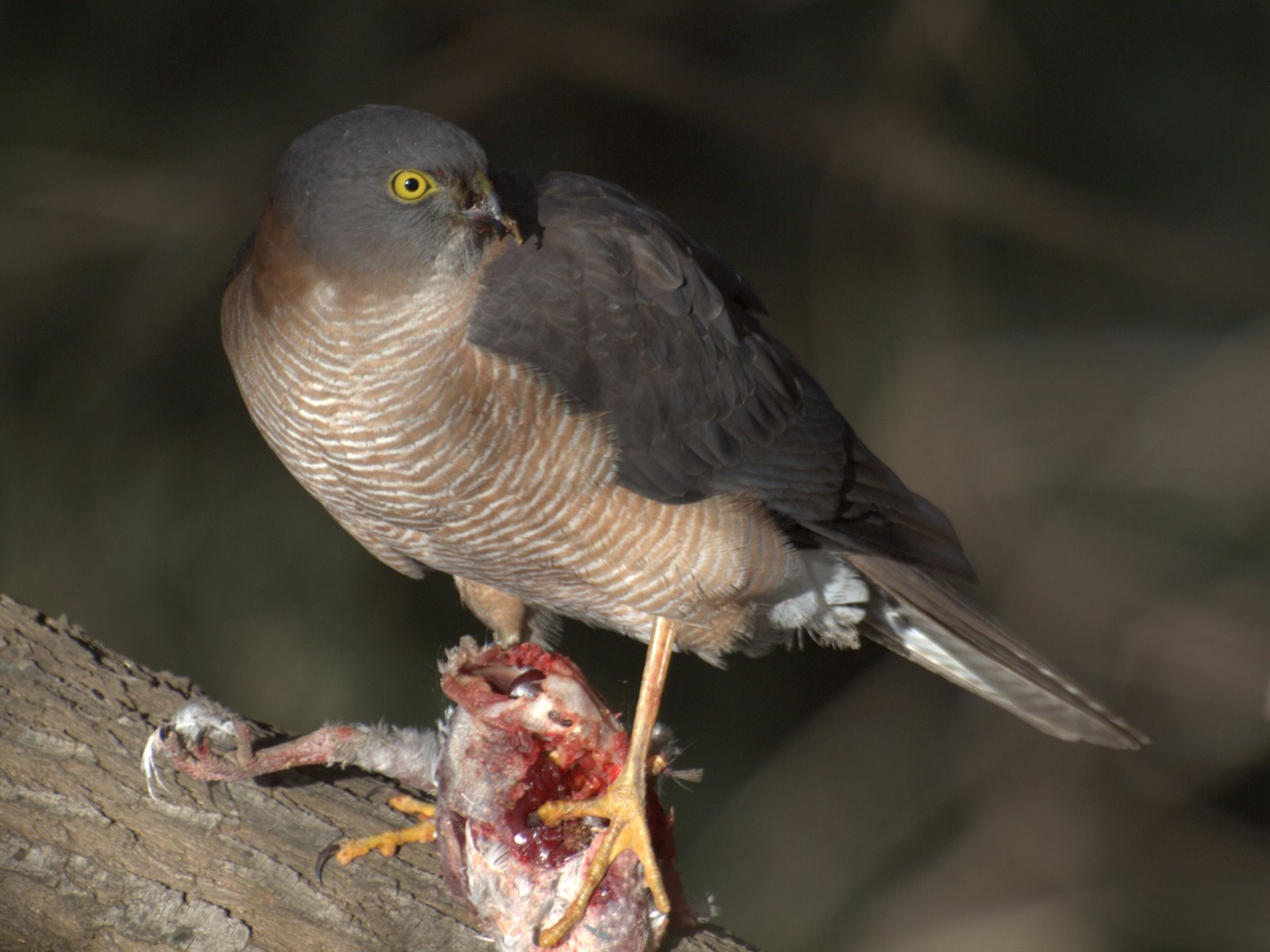
Halsringsperber, Canberra, mit geschlagenem Vogel

Die Nahrung des Halsringsperbers besteht überwiegend aus kleinen Singvögel mit einem Körpergewicht von weniger als 25 Gramm, die er meistens im Flug schlägt. Daneben schlägt er aber auch deutlich schwere Vogelarten mit einem Gewicht von bis zu 400 Gramm, kleine Säugetiere, Eidechsen und Insekten.
Er ist ein Taglichtjäger, der einen Großteil seiner Beute aber in der Dämmerung schlägt, wenn Vögel morgens ihre Ruheplätze verlassen oder sie abends aufsuchen. Die Jagd erfolgt entweder von Ansitzwarten oder im schnellen Flug dicht über den Konturen der Landschaft. Er ist insbesondere im lichten Wald ein schneller, gewandter und erfolgreicher Jäger. Nach Beobachtungen ist er besonders erfolgreich bei der Jagd auf Wachteln, zur Jagdbeute gehören aber auch Stadttauben, die in Australien eingeführte Perlhalstaube, Schwalbensittich, Gelbbauchsittich, Amsel, Prachtstaffelschwanz, Gelbkehl-Honigfresser (Lichenostomus flavicollis), Schwarzkopf-Honigschmecker (Melithreptus affinis) und Haussperling. Belegt sind aber auch Mäuse und junge Kaninchen.

## Fortpflanzung
Die Fortpflanzungsbiologie der Halsringsperber ist noch nicht abschließend untersucht, Halsringsperber sind aber monogame Vögel. Die Paarbindung besteht mindestens ein Jahr, möglicherweise auch länger, denn manche Paare halten sich ganzjährig in der Nähe ihres Brutreviers auf.
Beide Elternvögel sind am Bau des Nestes, der Verteidigung der Nestumgebung und der Jungvögel sowie deren Aufzucht beteiligt. Das Weibchen ist jedoch stärker an allen Aktivitäten im Rahmen der Jungenaufzucht beteiligt und sucht auch die Niststelle aus. Sie füttert außerdem überwiegend die Jungvögel, das Männchen bringt ihr jedoch regelmäßig Beutetiere heran.
Das Nest ist eine flache Blattform aus grünen und trockenen Ästchen und Zweigen mit einer flachen Nistmulde. Diese ist mit grünen Blättern ausgelegt. Das Gelege umfasst drei bis vier Eier, die typische Gelegegröße beträgt drei Eier. Der Legeabstand zwischen den einzelnen Eiern wird auf 48 Stunden geschätzt. Geht das Gelege verloren, legen die Weibchen bis zu drei Nachgelege innerhalb einer Brutzeit. Die Brutzeit beträgt 35 bis 37 Tage.

## Einzelbelege
1. 1 2  Handbook of the Birds of the World zum Halsringsperber, aufgerufen am 2. Mai 2017.
2. ↑   Higgins (Hrsg.): Handbook of Australian, New Zealand & Antarctic Birds. Band 2, S. 150.
3. 1 2   Higgins (Hrsg.): Handbook of Australian, New Zealand & Antarctic Birds. Band 2, S. 151.
4. ↑   Higgins (Hrsg.): Handbook of Australian, New Zealand & Antarctic Birds. Band 2, S. 135.
5. ↑   Beehler & Pratt: Birds of New Guinea. S. 211.
6. 1 2   Higgins (Hrsg.): Handbook of Australian, New Zealand & Antarctic Birds. Band 2, S. 152.
7. 1 2 3   Beehler & Pratt: Birds of New Guinea. S. 212.
8. 1 2 3   Higgins (Hrsg.): Handbook of Australian, New Zealand & Antarctic Birds. Band 2, S. 154.
9. ↑   Higgins (Hrsg.): Handbook of Australian, New Zealand & Antarctic Birds. Band 2, S. 157.
10. ↑   Higgins (Hrsg.): Handbook of Australian, New Zealand & Antarctic Birds. Band 2, S. 158.